# 梅多克
梅多克（法語： 法語發音：[meˈdɔk] ⓘ；加斯科涅語： [meˈðɔk]；也译作美度）是法国吉伦特省的一个地区，位于吉伦特河口左岸，波尔多以北。梅多克经济的成功主要归功于出产红葡萄酒，梅多克有约1500个葡萄园（酒庄）。
该区域也有松树林和长长的沙滩。梅多克的地理条件对于葡萄栽培并不理想，由于临近大西洋，拥有相对温暖的气温，高降雨量，这使得腐烂是一个经常的问题。通常认为梅多克葡萄酒的特性来自于当地的土壤，虽然地形平坦，需要极好的排水,同时土壤中的砾石能够保持热量，使得葡萄藤长成发达和伸展的根系。

## 葡萄栽培
除了来自格拉沃的侯伯王，1855年波尔多酒庄分级体系中的所有红葡萄酒都来自于梅多克。许多没有列入1855体系的梅多克葡萄酒使用中级庄系统分级。